# Тимоси Нагуса
Тимоси Нагуса (енгл. Timoci Nagusa; 14. јул 1987) професионални је рагбиста и репрезентативац Фиџија који тренутно игра за Монпеље (рагби јунион).

## Биографија
Висок 188 цм, тежак 100 кг, Нагуса је пре Монпељеа играо за Алстер рагби. За репрезентацију Фиџија је до сада одиграо 24 тест мечева и постигао 70 поена.